# Super Mario Bros. Wonder
Super Mario Bros. Wonder is een computerspel dat is ontwikkeld door Nintendo EPD en uitgegeven door Nintendo voor de Switch. Het platformspel is uitgekomen op 20 oktober 2023.

## Plot
Wanneer slechterik Bowser het feest van prins Florian onverwacht bezoekt, steelt hij een wonderbloem. Hiermee versmelt Bowser het kasteel van prins Florian en tovert het om tot een zwevend fort. Aan Mario en zijn vrienden de taak om het kwaadaardige plan van Kasteel-Bowser te stoppen.

## Gameplay
In elk level van Bloemenrijk is een eigen wonderbloem te vinden. Wanneer de speler deze aanraakt, verandert het level. Zo kan het scherm kantelen, gaan buizen bewegen of komen er rondstuiterende Hoppo's in het speelveld. Onderweg komt de speler Babbelbloemen tegen die de speler voorzien van hints of aanmoediging.
Er zijn in totaal acht personages waaruit de speler kan kiezen. Dit zijn Mario, Luigi, Princess Peach, Princess Daisy, Toad, Toadette, Yoshi en Nabbit. Daarnaast is er een multiplayergedeelte (lokaal of online) om samen te spelen (co-op) of waarin men andere spelers kan helpen in de levels van Bloemenrijk.
Nieuw zijn power-ups, waarmee de speler kan transformeren in een andere gedaante. Deze drie power-ups zijn Olifantenappel, Bubbelbloem en Boorpaddenstoel. Met badges kunnen vaardigheden, zoals zweven, muursprong of extra hoog springen, worden verkregen als hulpmiddel om een level uit te spelen.
Tussen de gewone levels bevinden zich Tussendoortjes, dit zijn kort speelbare gedeeltes zoals een minigame of een geheugenspel. De speler kan hiermee Wonderzaadjes verzamelen en zo nieuwe levels vrijspelen.

## Ontwikkeling
Het spel werd aangekondigd tijdens een Nintendo Direct op 21 juni 2023. Het is een vervolg op het tweedimensionale side-scrollingspel New Super Mario Bros. U uit 2012. Ook werd aangekondigd dat stemacteur Charles Martinet niet langer de stemmen in het spel ging verzorgen. In zijn plaats sprak Kevin Afghani de stemmen van de broers Mario en Luigi in. 

## Ontvangst
Het spel werd positief ontvangen in recensies. Men prees het grafische uiterlijk, de levendigheid, de vernieuwende elementen, het aantal nieuwe vijanden en de gameplay. Power Unlimited gaf het een 9,2 en IGN beoordeelde het met een 9.
Op Metacritic, een recensieverzamelaar, heeft het spel een score van 92%.